# Championnat d'Europe de football 2000
Navigation
Angleterre 1996 Portugal 2004
Le Championnat d'Europe de football 2000 est la 11e édition du Championnat d'Europe de football qui se tient tous les quatre ans et est organisé par l'UEFA.
La phase finale se déroule en Belgique et aux Pays-Bas entre le 10 juin et le 2 juillet 2000, et réunit seize équipes. Toutes les équipes, à l'exception de la Belgique et des Pays-Bas qualifiés d'office en tant que coorganisateurs, ont dû disputer la phase de qualifications pour prendre part au tournoi.
Le Portugal est la révélation du tournoi en atteignant les demi-finales après avoir terminé premier de son groupe en battant notamment l'Angleterre et surtout l'Allemagne, le champion sortant.
En finale, le 2 juillet 2000 à Rotterdam, la France bat l'Italie 2-1 et remporte le tournoi grâce au « but en or » de David Trezeguet inscrit lors de la prolongation. Les Bleus réalisent alors le premier doublé chronologique Coupe du monde (1998) - Championnat d'Europe (2000).
Cet Euro est marqué par quelques surprises au premier tour, ainsi que par le suspense qui caractérise certains matches, avec de nombreux retournements de situation. Ainsi, l'Allemagne, champion sortant et l'Angleterre sont les deux éliminés du groupe A. La Belgique quant à elle ne profite pas de l'avantage d'être pays organisateur, et en perdant son dernier match de poule ne parvient pas non plus à passer le premier tour. Les matchs Portugal - Angleterre, Angleterre - Roumanie, Slovénie - RF Yougoslavie (où les Yougoslaves sont menés 3-0 à 10 contre 11 après l'expulsion de Mihajlovic, à 25 minutes de la fin du terme, avant d'égaliser) offrent des retournements de situation spectaculaires.
Les deux demi-finales et la finale donnent également lieu à des retournements.  La France est ainsi menée au score en demi-finale et en finale avant de gagner au but en or, tandis que l'Italie réussit en demi-finale à résister à 10 contre 11 aux Néerlandais à domicile, qui bénéficient en plus de deux penalties (0-0 à l'issue des 120 minutes, victoire 3-1 aux tirs au but). En finale, les Italiens mènent encore 1-0 à quelques secondes de la fin du temps règlementaire, avant une égalisation signée Sylvain Wiltord, envoyant les deux équipes en prolongation pour un dénouement rapide sur la reprise de volée et le but en or de David Trezeguet.  

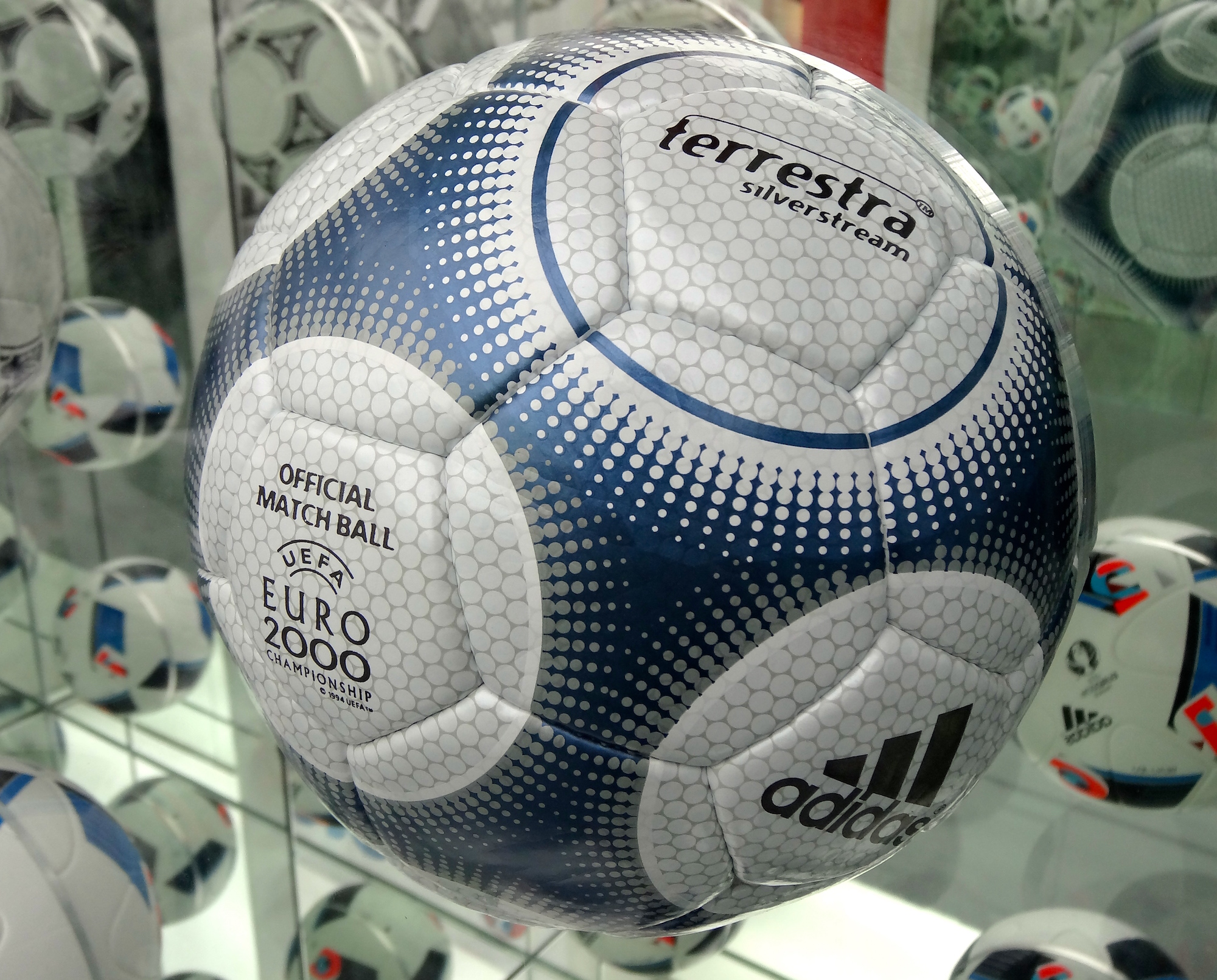
Le ballon de l'Euro 2000.

## Présentation

### Stades
| Pays-Bas / Ville             | Amsterdam                         | Rotterdam                             | Eindhoven                      | Arnhem                                       |
| ---------------------------- | --------------------------------- | ------------------------------------- | ------------------------------ | -------------------------------------------- |
| Nom du stade Capacité prévue | Amsterdam ArenA 51 859 places     | Stade de Feyenoord 51 137 places      | Philips Stadion 36 000 places  | Gelredome 29 600 places                      |
|                              |                                   | Le stade municipal vu de profil.      | Le stade municipal vu du ciel. | L'extérieur du stade.                        |
| Belgique / Ville             | Bruxelles                         | Bruges                                | Liège                          | Charleroi                                    |
| Nom du stade Capacité prévue | Stade Roi Baudouin 50 000         | Stade Jan Breydel 29 042              | Stade Maurice Dufrasne 30 023  | Stade du Pays de Charleroi 30 000            |
|                              | L'intérieur du stade Roi Baudoin. | La Donbass Arena et le parc Komsomol. |                                | Le stade en construction, le 4 octobre 2011. |

(Après la compétition, le stade de Charleroi a vu sa capacité ramenée à 24 891 places en démontant le troisième étage de la tribune III)

### Participants

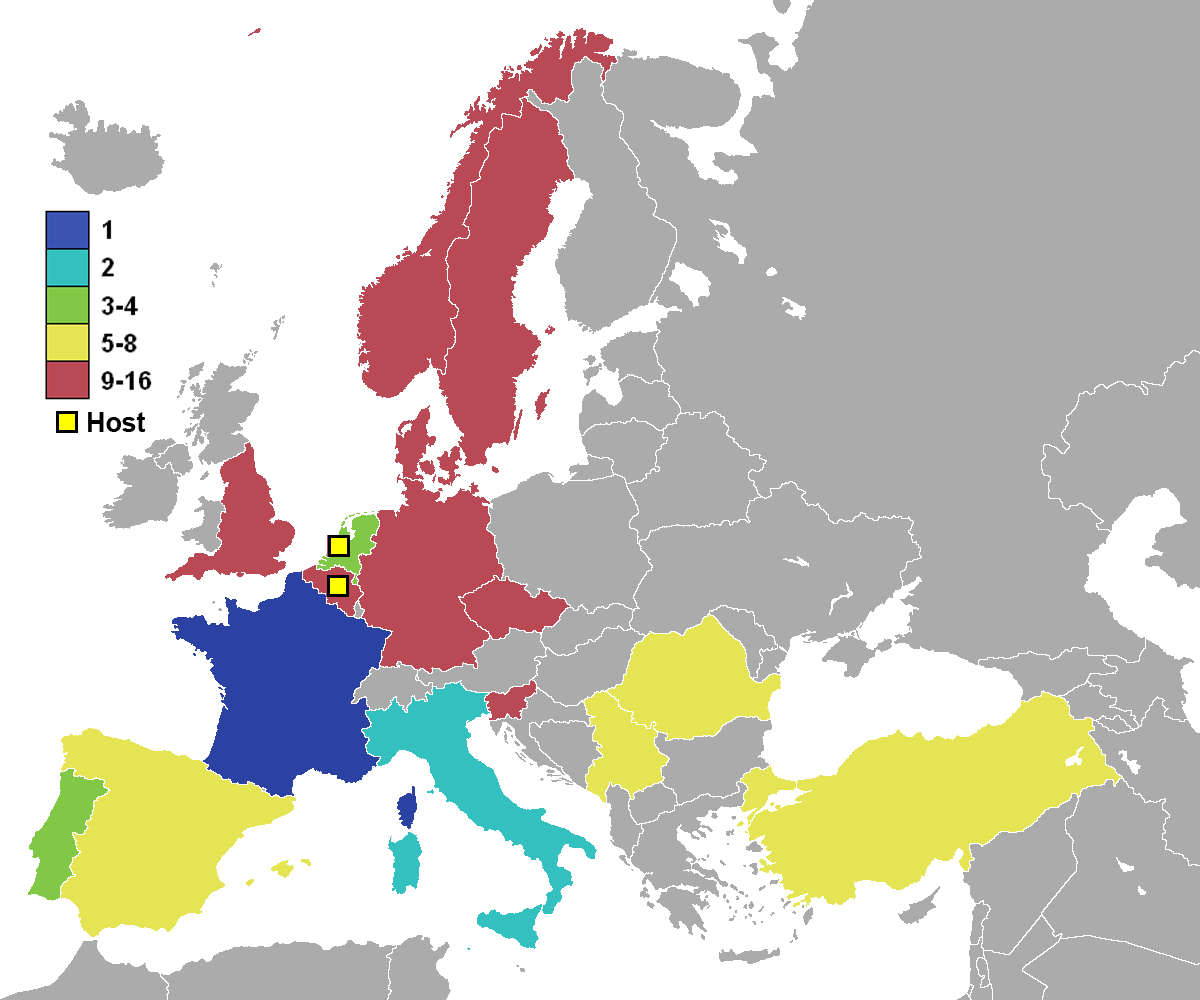
Pays participants, avec résultats de classement au cours de la compétition

Les 16 équipes qualifiées sont réparties en quatre groupes, de la façon suivante :
| Groupe A Portugal Roumanie Angleterre Allemagne | Groupe B Italie Turquie Belgique Suède | Groupe C Espagne RF Yougoslavie Norvège Slovénie | Groupe D Pays-Bas France Tchéquie Danemark |

## Résultats

### Premier tour

#### Critères de départage
Les deux premiers de chaque groupe sont qualifiés pour les quarts de finale. En cas d'égalité de points, les équipes sont classées ou départagées suivant les critères, dans l'ordre :
- (a) plus grand nombre de points dans les matchs entre équipes concernées,
- (b) meilleure différence de buts dans les matchs entre équipes concernées,
- (c) plus grand nombre de buts marqués dans les matchs entre équipes concernées,
- (d) meilleure différence de buts générale,
- (e) plus grand nombre de buts marqués sur l'ensemble des matchs du groupe,
- (f) meilleur coefficient de l'UEFA (en rapport avec les éliminatoires de l'Euro et de la Coupe du monde 2002),
- (g) tirage au sort si une place qualificative est en jeu.

#### Groupe A
Lors de la première journée, l'Angleterre, qui menait 2-0 après vingt minutes de jeu s'incline finalement 3-2 face au Portugal tandis que l'Allemagne concède le match nul contre la Roumanie. Le Portugal obtient son billet pour les quarts de finale dès la deuxième journée en battant la Roumanie dans les arrêts de jeu (1-0). Battus par les Anglais, les Allemands s'effondrent 3-0 contre le Portugal, tandis que la Roumanie arrache la deuxième place qualificative du groupe en s'imposant contre l'Angleterre, en toute fin de match (3-2). Le Portugal brille en faisant le plein de points, l'Allemagne et l'Angleterre, deux grandes nations du football sont éliminés.
| Groupe A |            |     |   |   |   |   |    |    |      |
|          | Équipe     | Pts | J | G | N | P | BP | BC | Diff |
| 1        | Portugal   | 9   | 3 | 3 | 0 | 0 | 7  | 2  | +5   |
| 2        | Roumanie   | 4   | 3 | 1 | 1 | 1 | 4  | 4  | 0    |
| 3        | Angleterre | 3   | 3 | 1 | 0 | 2 | 5  | 6  | -1   |
| 4        | Allemagne  | 1   | 3 | 0 | 1 | 2 | 1  | 5  | -4   |

| 12 juin 18h00 | Allemagne  | 1 | 1 | Roumanie   |
| 12 juin 20h45 | Portugal   | 3 | 2 | Angleterre |
| 17 juin 18h00 | Roumanie   | 0 | 1 | Portugal   |
| 17 juin 20h45 | Angleterre | 1 | 0 | Allemagne  |
| 20 juin 20h45 | Angleterre | 2 | 3 | Roumanie   |
| 20 juin 20h45 | Portugal   | 3 | 0 | Allemagne  |

##### 1rejournée
| 12 juin 2000                      | Allemagne  | 1 - 1   | Roumanie    | Stade Maurice Dufrasne, Liège                       |                                                     |
| 18:00 · Historique des rencontres | Scholl 28e | (1 - 1) | Moldovan 5e | Spectateurs : 25 000 Arbitrage : Kim Milton Nielsen | Spectateurs : 25 000 Arbitrage : Kim Milton Nielsen |
| 18:00 · Historique des rencontres | (Rapport)  |         |             | Spectateurs : 25 000 Arbitrage : Kim Milton Nielsen | Spectateurs : 25 000 Arbitrage : Kim Milton Nielsen |

| 12 juin 2000                      | Portugal                                   | 3 - 2   | Angleterre                 | Philips Stadion, Eindhoven                    |                                               |
| 20:45 · Historique des rencontres | Figo 22e · João Pinto 37e · Nuno Gomes 59e | (2 - 2) | Scholes 3e · McManaman 18e | Spectateurs : 33 000 Arbitrage : Anders Frisk | Spectateurs : 33 000 Arbitrage : Anders Frisk |
| 20:45 · Historique des rencontres | (Rapport)                                  |         |                            | Spectateurs : 33 000 Arbitrage : Anders Frisk | Spectateurs : 33 000 Arbitrage : Anders Frisk |

##### 2ejournée
| 17 juin 2000                      | Roumanie  | 0 - 1   | Portugal       | Gelredome, Arnhem                                 |                                                   |
| 18:00 · Historique des rencontres |           | (0 - 0) | Costinha 90+4e | Spectateurs : 18 000 Arbitrage : Gilles Veissière | Spectateurs : 18 000 Arbitrage : Gilles Veissière |
| 18:00 · Historique des rencontres | (Rapport) |         |                | Spectateurs : 18 000 Arbitrage : Gilles Veissière | Spectateurs : 18 000 Arbitrage : Gilles Veissière |

| 17 juin 2000                      | Angleterre  | 1 - 0   | Allemagne | Stade du Pays de Charleroi, Charleroi              |                                                    |
| 20:45 · Historique des rencontres | Shearer 53e | (0 - 0) |           | Spectateurs : 30 000 Arbitrage : Pierluigi Collina | Spectateurs : 30 000 Arbitrage : Pierluigi Collina |
| 20:45 · Historique des rencontres | (Rapport)   |         |           | Spectateurs : 30 000 Arbitrage : Pierluigi Collina | Spectateurs : 30 000 Arbitrage : Pierluigi Collina |

##### 3ejournée
| 20 juin 2000                      | Angleterre                    | 2 - 3   | Roumanie                                    | Stade du Pays de Charleroi, Charleroi      |                                            |
| 20:45 · Historique des rencontres | Shearer 41e (pen.) · Owen 45e | (2 - 1) | Chivu 22e · Munteanu 48e · Ganea 89e (pen.) | Spectateurs : 30 000 Arbitrage : Urs Meier | Spectateurs : 30 000 Arbitrage : Urs Meier |
| 20:45 · Historique des rencontres | (Rapport)                     |         |                                             | Spectateurs : 30 000 Arbitrage : Urs Meier | Spectateurs : 30 000 Arbitrage : Urs Meier |

| 20 juin 2000                      | Portugal                | 3 - 0   | Allemagne | Stade de Feyenoord, Rotterdam             |                                           |
| 20:45 · Historique des rencontres | Conceição 35e, 54e, 71e | (1 - 0) |           | Spectateurs : 44 000 Arbitrage : Dick Jol | Spectateurs : 44 000 Arbitrage : Dick Jol |
| 20:45 · Historique des rencontres | (Rapport)               |         |           | Spectateurs : 44 000 Arbitrage : Dick Jol | Spectateurs : 44 000 Arbitrage : Dick Jol |

#### Groupe B
La Belgique, malgré une belle victoire initiale contre la Suède (2-1) déçoit ses supporters en perdant contre l'Italie (qui gagne ses trois matchs) et la Turquie, les deux qualifiés du groupe pour les quarts de finale.
| Groupe B |          |     |   |   |   |   |    |    |      |
|          | Équipe   | Pts | J | G | N | P | BP | BC | Diff |
| 1        | Italie   | 9   | 3 | 3 | 0 | 0 | 6  | 2  | +4   |
| 2        | Turquie  | 4   | 3 | 1 | 1 | 1 | 3  | 2  | +1   |
| 3        | Belgique | 3   | 3 | 1 | 0 | 2 | 2  | 5  | -3   |
| 4        | Suède    | 1   | 3 | 0 | 1 | 2 | 2  | 4  | -2   |

| 10 juin 20h45 | Belgique | 2 | 1 | Suède    |
| 11 juin 20h45 | Turquie  | 1 | 2 | Italie   |
| 14 juin 20h45 | Italie   | 2 | 0 | Belgique |
| 15 juin 20h45 | Suède    | 0 | 0 | Turquie  |
| 19 juin 20h45 | Turquie  | 2 | 0 | Belgique |
| 19 juin 20h45 | Italie   | 2 | 1 | Suède    |

##### 1rejournée
| 10 juin 2000                      | Belgique                 | 2 - 1   | Suède       | Stade Roi Baudouin, Bruxelles                |                                              |
| 20:45 · Historique des rencontres | Goor 43e · É. Mpenza 46e | (1 - 0) | Mjällby 53e | Spectateurs : 50 000 Arbitrage : Markus Merk | Spectateurs : 50 000 Arbitrage : Markus Merk |
| 20:45 · Historique des rencontres | (Rapport)                |         |             | Spectateurs : 50 000 Arbitrage : Markus Merk | Spectateurs : 50 000 Arbitrage : Markus Merk |

| 11 juin 2000                      | Turquie   | 1 - 2   | Italie                         | Gelredome, Arnhem                            |                                              |
| 14:30 · Historique des rencontres | Okan 62e  | (0 - 0) | Conte 52e · Inzaghi 70e (pen.) | Spectateurs : 25 000 Arbitrage : Hugh Dallas | Spectateurs : 25 000 Arbitrage : Hugh Dallas |
| 14:30 · Historique des rencontres | (Rapport) |         |                                | Spectateurs : 25 000 Arbitrage : Hugh Dallas | Spectateurs : 25 000 Arbitrage : Hugh Dallas |

##### 2ejournée
| 14 juin 2000                      | Italie               | 2 - 0   | Belgique | Stade Roi Baudouin, Bruxelles                       |                                                     |
| 20:45 · Historique des rencontres | Totti 6e · Fiore 66e | (1 - 0) |          | Spectateurs : 46 000 Arbitrage : José Garcia Aranda | Spectateurs : 46 000 Arbitrage : José Garcia Aranda |
| 20:45 · Historique des rencontres | (Rapport)            |         |          | Spectateurs : 46 000 Arbitrage : José Garcia Aranda | Spectateurs : 46 000 Arbitrage : José Garcia Aranda |

| 15 juin 2000                      | Suède     | 0 - 0   | Turquie | Philips Stadion, Eindhoven                |                                           |
| 20:45 · Historique des rencontres |           | (0 - 0) |         | Spectateurs : 24 500 Arbitrage : Dick Jol | Spectateurs : 24 500 Arbitrage : Dick Jol |
| 20:45 · Historique des rencontres | (Rapport) |         |         | Spectateurs : 24 500 Arbitrage : Dick Jol | Spectateurs : 24 500 Arbitrage : Dick Jol |

##### 3ejournée
| 19 juin 2000                      | Turquie              | 2 - 0   | Belgique | Stade Roi Baudouin, Bruxelles                       |                                                     |
| 20:45 · Historique des rencontres | Hakan Şükür 45e, 70e | (1 - 0) |          | Spectateurs : 48 000 Arbitrage : Kim Milton Nielsen | Spectateurs : 48 000 Arbitrage : Kim Milton Nielsen |
| 20:45 · Historique des rencontres | (Rapport)            |         |          | Spectateurs : 48 000 Arbitrage : Kim Milton Nielsen | Spectateurs : 48 000 Arbitrage : Kim Milton Nielsen |

| 19 juin 2000                      | Italie                        | 2 - 1   | Suède       | Philips Stadion, Eindhoven                          |                                                     |
| 20:45 · Historique des rencontres | Di Biagio 39e · Del Piero 88e | (1 - 0) | Larsson 77e | Spectateurs : 25 000 Arbitrage : Vítor Melo Pereira | Spectateurs : 25 000 Arbitrage : Vítor Melo Pereira |
| 20:45 · Historique des rencontres | (Rapport)                     |         |             | Spectateurs : 25 000 Arbitrage : Vítor Melo Pereira | Spectateurs : 25 000 Arbitrage : Vítor Melo Pereira |

#### Groupe C
Dans le groupe C la Slovénie, néophyte, commence très bien le tournoi, menant 3-0 contre la Yougoslavie, avant d'être rattrapée (3-3), tandis que dans l'autre match la Norvège surprend l'Espagne (1-0). Lors de la deuxième journée les favoris Espagnols et Yougoslaves s'imposent respectivement contre les Slovènes et les Norvégiens et les positions dans le groupe se resserrent, la Yougoslavie étant en tête avec quatre points. Lors de la dernière journée, les quatre équipes ont en effet la possibilité de se qualifier. L'Espagne bat la Yougoslavie 4-3 et prend la première place du groupe, tandis que la Norvège ne parvient pas à en profiter et battre la Slovénie. Le match nul entre ces deux dernières est favorable aux Yougoslaves qui, à égalité de points avec la Norvège, se qualifient aux dépens des Scandinaves grâce au résultat de leur confrontation (1-0).
| Groupe C |                |     |   |   |   |   |    |    |      |
|          | Équipe         | Pts | J | G | N | P | BP | BC | Diff |
| 1        | Espagne        | 6   | 3 | 2 | 0 | 1 | 6  | 5  | +1   |
| 2        | RF Yougoslavie | 4   | 3 | 1 | 1 | 1 | 7  | 7  | 0    |
| 3        | Norvège        | 4   | 3 | 1 | 1 | 1 | 1  | 1  | 0    |
| 4        | Slovénie       | 2   | 3 | 0 | 2 | 1 | 4  | 5  | -1   |

| 13 juin 20h45 | Espagne        | 0 | 1 | Norvège        |
| 13 juin 20h45 | RF Yougoslavie | 3 | 3 | Slovénie       |
| 18 juin 18h00 | Slovénie       | 1 | 2 | Espagne        |
| 18 juin 20h45 | Norvège        | 0 | 1 | RF Yougoslavie |
| 21 juin 18h00 | RF Yougoslavie | 3 | 4 | Espagne        |
| 21 juin 18h00 | Slovénie       | 0 | 0 | Norvège        |

##### 1rejournée
| 13 juin 2000                      | Espagne   | 0 - 1   | Norvège     | Stade de Feyenoord, Rotterdam                      |                                                    |
| 18:00 · Historique des rencontres |           | (0 - 0) | Iversen 65e | Spectateurs : 45 000 Arbitrage : Gamal Al-Ghandour | Spectateurs : 45 000 Arbitrage : Gamal Al-Ghandour |
| 18:00 · Historique des rencontres | (Rapport) |         |             | Spectateurs : 45 000 Arbitrage : Gamal Al-Ghandour | Spectateurs : 45 000 Arbitrage : Gamal Al-Ghandour |

| 13 juin 2000                      | RF Yougoslavie                    | 3 - 3   | Slovénie                      | Stade du Pays de Charleroi, Charleroi               |                                                     |
| 20:45 · Historique des rencontres | Milošević 67e, 73e · Drulović 70e | (0 - 1) | Zahovič 23e, 57e · Pavlin 52e | Spectateurs : 15 000 Arbitrage : Vítor Melo Pereira | Spectateurs : 15 000 Arbitrage : Vítor Melo Pereira |
| 20:45 · Historique des rencontres | (Rapport)                         |         |                               | Spectateurs : 15 000 Arbitrage : Vítor Melo Pereira | Spectateurs : 15 000 Arbitrage : Vítor Melo Pereira |

##### 2ejournée
| 18 juin 2000                      | Slovénie    | 1 - 2   | Espagne                  | Amsterdam ArenA, Amsterdam                   |                                              |
| 18:00 · Historique des rencontres | Zahovič 59e | (0 - 1) | Raúl 4e · Etxeberria 60e | Spectateurs : 45 000 Arbitrage : Markus Merk | Spectateurs : 45 000 Arbitrage : Markus Merk |
| 18:00 · Historique des rencontres | (Rapport)   |         |                          | Spectateurs : 45 000 Arbitrage : Markus Merk | Spectateurs : 45 000 Arbitrage : Markus Merk |

| 18 juin 2000                      | Norvège   | 0 - 1   | RF Yougoslavie | Stade Maurice Dufrasne, Liège                |                                              |
| 20:45 · Historique des rencontres |           | (0 - 1) | Milošević 8e   | Spectateurs : 24 000 Arbitrage : Hugh Dallas | Spectateurs : 24 000 Arbitrage : Hugh Dallas |
| 20:45 · Historique des rencontres | (Rapport) |         |                | Spectateurs : 24 000 Arbitrage : Hugh Dallas | Spectateurs : 24 000 Arbitrage : Hugh Dallas |

##### 3ejournée
| 21 juin 2000                      | RF Yougoslavie                                   | 3 - 4   | Espagne                                                | Stade Jan Breydel, Bruges                         |                                                   |
| 18:00 · Historique des rencontres | Milošević 30e · Govedarica 50e · Komljenović 75e | (1 - 1) | Alfonso 38e, 90+5e · Munitis 51e · Mendieta 90e (pen.) | Spectateurs : 22 000 Arbitrage : Gilles Veissière | Spectateurs : 22 000 Arbitrage : Gilles Veissière |
| 18:00 · Historique des rencontres | (Rapport)                                        |         |                                                        | Spectateurs : 22 000 Arbitrage : Gilles Veissière | Spectateurs : 22 000 Arbitrage : Gilles Veissière |

| 21 juin 2000                      | Slovénie  | 0 - 0   | Norvège | Gelredome, Arnhem                            |                                              |
| 18:00 · Historique des rencontres |           | (0 - 0) |         | Spectateurs : 22 000 Arbitrage : Graham Poll | Spectateurs : 22 000 Arbitrage : Graham Poll |
| 18:00 · Historique des rencontres | (Rapport) |         |         | Spectateurs : 22 000 Arbitrage : Graham Poll | Spectateurs : 22 000 Arbitrage : Graham Poll |

#### Groupe D
Le groupe D, très relevé sur le papier, l'est beaucoup moins sur le terrain où les équipes des Pays-Bas et de France remportent leurs deux premiers matchs contre la Tchéquie et le Danemark et assurent ainsi leur qualification. L'enjeu de la dernière journée est celui de la première place du groupe et du placement dans le tableau final : victoire 3-2 des Pays-Bas contre la France. Après des prestations honorables et une belle résistance, les Tchèques sauvent l'honneur en battant le Danemark qui, avec trois défaites et huit buts encaissés, est l'une des grandes déceptions du tournoi.
| Groupe D |          |     |   |   |   |   |    |    |      |
|          | Équipe   | Pts | J | G | N | P | BP | BC | Diff |
| 1        | Pays-Bas | 9   | 3 | 3 | 0 | 0 | 7  | 2  | +5   |
| 2        | France   | 6   | 3 | 2 | 0 | 1 | 7  | 4  | +3   |
| 3        | Tchéquie | 3   | 3 | 1 | 0 | 2 | 3  | 3  | 0    |
| 4        | Danemark | 0   | 3 | 0 | 0 | 3 | 0  | 8  | -8   |

| 11 juin 18h00 | France   | 3 | 0 | Danemark |
| 11 juin 20h45 | Pays-Bas | 1 | 0 | Tchéquie |
| 16 juin 18h00 | Tchéquie | 1 | 2 | France   |
| 16 juin 20h45 | Danemark | 0 | 3 | Pays-Bas |
| 21 juin 20h45 | Danemark | 0 | 2 | Tchéquie |
| 21 juin 20h45 | France   | 2 | 3 | Pays-Bas |

##### 1rejournée
| 11 juin 2000                      | France                                | 3 - 0   | Danemark | Stade Jan Breydel, Bruges                     |                                               |
| 18:00 · Historique des rencontres | Blanc 16e · Henry 64e · Wiltord 90+2e | (1 - 0) |          | Spectateurs : 29 000 Arbitrage : Günter Benkö | Spectateurs : 29 000 Arbitrage : Günter Benkö |
| 18:00 · Historique des rencontres | (Rapport)                             |         |          | Spectateurs : 29 000 Arbitrage : Günter Benkö | Spectateurs : 29 000 Arbitrage : Günter Benkö |

| 11 juin 2000                      | Pays-Bas              | 1 - 0   | Tchéquie | Amsterdam ArenA, Amsterdam                         |                                                    |
| 20:45 · Historique des rencontres | F. de Boer 89e (pen.) | (0 - 0) |          | Spectateurs : 50 000 Arbitrage : Pierluigi Collina | Spectateurs : 50 000 Arbitrage : Pierluigi Collina |
| 20:45 · Historique des rencontres | (Rapport)             |         |          | Spectateurs : 50 000 Arbitrage : Pierluigi Collina | Spectateurs : 50 000 Arbitrage : Pierluigi Collina |

##### 2ejournée
| 16 juin 2000                      | Tchéquie            | 1 - 2   | France                   | Stade Jan Breydel, Bruges                    |                                              |
| 18:00 · Historique des rencontres | Poborský 35e (pen.) | (1 - 1) | Henry 7e · Djorkaeff 60e | Spectateurs : 25 000 Arbitrage : Graham Poll | Spectateurs : 25 000 Arbitrage : Graham Poll |
| 18:00 · Historique des rencontres | (Rapport)           |         |                          | Spectateurs : 25 000 Arbitrage : Graham Poll | Spectateurs : 25 000 Arbitrage : Graham Poll |

| 16 juin 2000                      | Danemark  | 0 - 3   | Pays-Bas                                   | Stade de Feyenoord, Rotterdam              |                                            |
| 20:45 · Historique des rencontres |           | (0 - 0) | Kluivert 57e · R. de Boer 66e · Zenden 77e | Spectateurs : 50 000 Arbitrage : Urs Meier | Spectateurs : 50 000 Arbitrage : Urs Meier |
| 20:45 · Historique des rencontres | (Rapport) |         |                                            | Spectateurs : 50 000 Arbitrage : Urs Meier | Spectateurs : 50 000 Arbitrage : Urs Meier |

##### 3ejournée
| 21 juin 2000                      | Danemark  | 0 - 2   | Tchéquie        | Stade Maurice Dufrasne, Liège                      |                                                    |
| 20:45 · Historique des rencontres |           | (0 - 0) | Šmicer 64e, 67e | Spectateurs : 25 000 Arbitrage : Gamal Al-Ghandour | Spectateurs : 25 000 Arbitrage : Gamal Al-Ghandour |
| 20:45 · Historique des rencontres | (Rapport) |         |                 | Spectateurs : 25 000 Arbitrage : Gamal Al-Ghandour | Spectateurs : 25 000 Arbitrage : Gamal Al-Ghandour |

| 21 juin 2000                      | France                     | 2 - 3   | Pays-Bas                                   | Amsterdam ArenA, Amsterdam                    |                                               |
| 20:45 · Historique des rencontres | Dugarry 8e · Trezeguet 31e | (2 - 1) | Kluivert 14e · F. de Boer 51e · Zenden 59e | Spectateurs : 50 000 Arbitrage : Anders Frisk | Spectateurs : 50 000 Arbitrage : Anders Frisk |
| 20:45 · Historique des rencontres | (Rapport)                  |         |                                            | Spectateurs : 50 000 Arbitrage : Anders Frisk | Spectateurs : 50 000 Arbitrage : Anders Frisk |

### Tableau final
|  | Quarts de finale         | Quarts de finale         | Quarts de finale         | Quarts de finale         |          |          | Demi-finales             | Demi-finales             | Demi-finales             | Demi-finales             |  |  | Finale                     | Finale                     | Finale                     | Finale                     |
|  |                          |                          |                          |                          |          |          |                          |                          |                          |                          |  |  |                            |                            |                            |                            |
|  | 24 juin 18h00, Amsterdam | 24 juin 18h00, Amsterdam | 24 juin 18h00, Amsterdam | 24 juin 18h00, Amsterdam |          |          | 28 juin 20h45, Bruxelles | 28 juin 20h45, Bruxelles | 28 juin 20h45, Bruxelles | 28 juin 20h45, Bruxelles |  |  | 2 juillet 20h00, Rotterdam | 2 juillet 20h00, Rotterdam | 2 juillet 20h00, Rotterdam | 2 juillet 20h00, Rotterdam |
|  | 24 juin 18h00, Amsterdam | 24 juin 18h00, Amsterdam | 24 juin 18h00, Amsterdam | 24 juin 18h00, Amsterdam |          |          | 28 juin 20h45, Bruxelles | 28 juin 20h45, Bruxelles | 28 juin 20h45, Bruxelles | 28 juin 20h45, Bruxelles |  |  | 2 juillet 20h00, Rotterdam | 2 juillet 20h00, Rotterdam | 2 juillet 20h00, Rotterdam | 2 juillet 20h00, Rotterdam |
|  | 1er A                    | Portugal                 | 2                        | 2                        |          |          | 28 juin 20h45, Bruxelles | 28 juin 20h45, Bruxelles | 28 juin 20h45, Bruxelles | 28 juin 20h45, Bruxelles |  |  | 2 juillet 20h00, Rotterdam | 2 juillet 20h00, Rotterdam | 2 juillet 20h00, Rotterdam | 2 juillet 20h00, Rotterdam |
|  | 1er A                    | Portugal                 | 2                        | 2                        |          |          | 28 juin 20h45, Bruxelles | 28 juin 20h45, Bruxelles | 28 juin 20h45, Bruxelles | 28 juin 20h45, Bruxelles |  |  | 2 juillet 20h00, Rotterdam | 2 juillet 20h00, Rotterdam | 2 juillet 20h00, Rotterdam | 2 juillet 20h00, Rotterdam |
|  | 2e B                     | Turquie                  | 0                        | 0                        |          |          | 28 juin 20h45, Bruxelles | 28 juin 20h45, Bruxelles | 28 juin 20h45, Bruxelles | 28 juin 20h45, Bruxelles |  |  | 2 juillet 20h00, Rotterdam | 2 juillet 20h00, Rotterdam | 2 juillet 20h00, Rotterdam | 2 juillet 20h00, Rotterdam |
|  | 2e B                     | Turquie                  | 0                        | 0                        | Portugal | Portugal | 1                        | 1                        |                          |                          |  |  | 2 juillet 20h00, Rotterdam | 2 juillet 20h00, Rotterdam | 2 juillet 20h00, Rotterdam | 2 juillet 20h00, Rotterdam |
|  | 25 juin 20h45, Bruges    |                          |                          |                          | Portugal | Portugal | 1                        | 1                        |                          |                          |  |  | 2 juillet 20h00, Rotterdam | 2 juillet 20h00, Rotterdam | 2 juillet 20h00, Rotterdam | 2 juillet 20h00, Rotterdam |
|  |                          |                          | France                   | France                   | 2 ap     | 2 ap     |                          |                          |                          |                          |  |  | 2 juillet 20h00, Rotterdam | 2 juillet 20h00, Rotterdam | 2 juillet 20h00, Rotterdam | 2 juillet 20h00, Rotterdam |
|  | 1er C                    | Espagne                  | France                   | France                   | 2 ap     | 2 ap     | 1                        | 1                        |                          |                          |  |  | 2 juillet 20h00, Rotterdam | 2 juillet 20h00, Rotterdam | 2 juillet 20h00, Rotterdam | 2 juillet 20h00, Rotterdam |
|  | 1er C                    | Espagne                  | 29 juin 18h00, Amsterdam |                          |          |          | 1                        | 1                        |                          |                          |  |  | 2 juillet 20h00, Rotterdam | 2 juillet 20h00, Rotterdam | 2 juillet 20h00, Rotterdam | 2 juillet 20h00, Rotterdam |
|  | 2e D                     | France                   | 2                        | 2                        |          |          |                          |                          |                          |                          |  |  | 2 juillet 20h00, Rotterdam | 2 juillet 20h00, Rotterdam | 2 juillet 20h00, Rotterdam | 2 juillet 20h00, Rotterdam |
|  | 2e D                     | France                   | 2                        | 2                        | France   | France   | 2 ap                     | 2 ap                     |                          |                          |  |  |                            |                            |                            |                            |
|  | 25 juin 18h00, Rotterdam |                          |                          |                          | France   | France   | 2 ap                     | 2 ap                     |                          |                          |  |  |                            |                            |                            |                            |
|  |                          |                          | Italie                   | Italie                   | 1        | 1        |                          |                          |                          |                          |  |  |                            |                            |                            |                            |
|  | 1er D                    | Pays-Bas                 | Italie                   | Italie                   | 1        | 1        | 6                        | 6                        |                          |                          |  |  |                            |                            |                            |                            |
|  | 1er D                    | Pays-Bas                 |                          |                          |          |          |                          |                          |                          |                          |  |  |                            |                            |                            |                            |
|  | 2e C                     | RF Yougoslavie           | 1                        | 1                        |          |          |                          |                          |                          |                          |  |  |                            |                            |                            |                            |
|  | 2e C                     | RF Yougoslavie           | 1                        | 1                        | Pays-Bas | Pays-Bas | 0ap (1)                  | 0ap (1)                  |                          |                          |  |  |                            |                            |                            |                            |
|  | 24 juin 20h45, Bruxelles |                          |                          |                          | Pays-Bas | Pays-Bas | 0ap (1)                  | 0ap (1)                  |                          |                          |  |  |                            |                            |                            |                            |
|  |                          |                          | Italie                   | Italie                   | 0 tab(3) | 0 tab(3) |                          |                          |                          |                          |  |  |                            |                            |                            |                            |
|  | 1er B                    | Italie                   | Italie                   | Italie                   | 0 tab(3) | 0 tab(3) | 2                        | 2                        |                          |                          |  |  |                            |                            |                            |                            |
|  | 1er B                    | Italie                   |                          |                          |          |          |                          | 2                        |                          |                          |  |  |                            |                            |                            |                            |
|  | 2e A                     | Roumanie                 | 0                        | 0                        |          |          |                          |                          |                          |                          |  |  |                            |                            |                            |                            |
|  | 2e A                     | Roumanie                 | 0                        | 0                        |          |          |                          |                          |                          |                          |  |  |                            |                            |                            |                            |
|  |                          |                          |                          |                          |          |          |                          |                          |                          |                          |  |  |                            |                            |                            |                            |

 = but en or

#### Quarts de finale
Les quarts de finale voient les favoris se qualifier : le Portugal et l'Italie battent respectivement la Turquie et la Roumanie par 2-0 dans des rencontres maîtrisées, les Pays-Bas surclassent une faible Yougoslavie (6-1), et la France vient à bout de l'Espagne 2-1.
| 24 juin 2000                      | Portugal                                        | 2 - 0   | Turquie | Amsterdam ArenA, Amsterdam                |                                           |
| 18:00 · Historique des rencontres | ( Figo) Nuno Gomes 44e · ( Figo) Nuno Gomes 56e | (1 - 0) |         | Spectateurs : 45 000 Arbitrage : Dick Jol | Spectateurs : 45 000 Arbitrage : Dick Jol |
| 18:00 · Historique des rencontres | (Rapport)                                       |         |         | Spectateurs : 45 000 Arbitrage : Dick Jol | Spectateurs : 45 000 Arbitrage : Dick Jol |

| 24 juin 2000                      | Italie                                        | 2 - 0   | Roumanie | Stade Roi-Baudouin, Bruxelles                       |                                                     |
| 20:45 · Historique des rencontres | ( Fiore) Totti 33e · ( Albertini) Inzaghi 43e | (2 - 0) |          | Spectateurs : 42 500 Arbitrage : Vítor Melo Pereira | Spectateurs : 42 500 Arbitrage : Vítor Melo Pereira |
| 20:45 · Historique des rencontres | (Rapport)                                     |         |          | Spectateurs : 42 500 Arbitrage : Vítor Melo Pereira | Spectateurs : 42 500 Arbitrage : Vítor Melo Pereira |

| 25 juin 2000                      | Pays-Bas | 6 - 1   | RF Yougoslavie   | Stade de Feyenoord, Rotterdam                       |                                                     |
| 18:00 · Historique des rencontres | ( Bergkamp) Kluivert 24e · ( Davids) Kluivert 38e · Govedarica 51e (csc) · ( Zenden) Kluivert 54e · ( Bergkamp) Overmars 78e · Overmars 89e | (2 - 0) | 90e S. Milosevic | Spectateurs : 50 000 Arbitrage : José Garcia Aranda | Spectateurs : 50 000 Arbitrage : José Garcia Aranda |
| 18:00 · Historique des rencontres | (Rapport) |         |                  | Spectateurs : 50 000 Arbitrage : José Garcia Aranda | Spectateurs : 50 000 Arbitrage : José Garcia Aranda |

| 25 juin 2000                      | Espagne             | 1 - 2   | France                                  | Stade Jan Breydel, Bruges                          |                                                    |
| 20:45 · Historique des rencontres | Mendieta 38e (pen.) | (1 - 2) | 32e Zidane · 44e Y. Djorkaeff (Vieira ) | Spectateurs : 30 000 Arbitrage : Pierluigi Collina | Spectateurs : 30 000 Arbitrage : Pierluigi Collina |
| 20:45 · Historique des rencontres | (Rapport)           |         |                                         | Spectateurs : 30 000 Arbitrage : Pierluigi Collina | Spectateurs : 30 000 Arbitrage : Pierluigi Collina |

#### Demi-finales
La France, demi-finaliste en 1996 et championne du monde en titre, confirme son statut en se qualifiant pour la finale par une victoire difficile 2-1 contre le Portugal, grâce à un penalty obtenu en toute fin de prolongation pour une faute de main d'Abel Xavier. Les Portugais n'étaient pas forcément attendus à ce niveau et sortent avec les honneurs. 
En dépit d'une domination quasi totale sur une Squadra repliée sur sa défense, les Néerlandais ne parviennent pas à marquer contre l'Italie, au cours d'un match à rebondissements (les Pays-Bas ratent notamment deux pénalties). Rescapés d'une rencontre qui leur échappait complètement, les Italiens tiennent le 0-0 jusqu'au bout de la prolongation et abordent la séance de tirs au but avec un avantage psychologique certain : ils s'imposent largement au cours de cet exercice et se qualifient pour la finale.
| 28 juin 2000                      | Portugal                    | 1 - 2 a. p. ·         | France                                  | Stade Roi-Baudouin, Bruxelles                 |                                               |
| 20:45 · Historique des rencontres | ( Conceição) Nuno Gomes 19e | (1 - 0, 1 - 1, 1 - 1) | 52e Henry (Anelka ) · 117e (pen) Zidane | Spectateurs : 50 000 Arbitrage : Günter Benkö | Spectateurs : 50 000 Arbitrage : Günter Benkö |
| 20:45 · Historique des rencontres | (Rapport)                   |                       |                                         | Spectateurs : 50 000 Arbitrage : Günter Benkö | Spectateurs : 50 000 Arbitrage : Günter Benkö |

| 29 juin 2000                      | Italie                                      | 0 - 0 a. p.           | Pays-Bas                                 | Amsterdam ArenA, Amsterdam                   |                                              |
| 19:00 · Historique des rencontres |                                             | (0 - 0, 0 - 0, 0 - 0) |                                          | Spectateurs : 50 000 Arbitrage : Markus Merk | Spectateurs : 50 000 Arbitrage : Markus Merk |
| 19:00 · Historique des rencontres | Zambrotta 34e                               | (Rapport)             |                                          | Spectateurs : 50 000 Arbitrage : Markus Merk | Spectateurs : 50 000 Arbitrage : Markus Merk |
| 19:00 · Historique des rencontres | · Di Biagio · Pessotto · Totti · P. Maldini | Tirs au but 3 - 1     | · F. de Boer · Stam · Kluivert · Bosvelt | Spectateurs : 50 000 Arbitrage : Markus Merk | Spectateurs : 50 000 Arbitrage : Markus Merk |

#### Finale

Del Piero et Totti après l'ouverture du score par Delvecchio

France et Italie disputent une finale tendue et de bon niveau. Si la victoire semblait promise aux Italiens après l'ouverture du score de Marco Delvecchio, la France parvient à égaliser grâce à Sylvain Wiltord dans les dernières secondes du temps additionnel de la seconde mi-temps. C'est le tournant du match. La France prend l'ascendant dès le début de la prolongation et d'une reprise du gauche en demi-volée, David Trezeguet marque un but en or entré dans les annales qui, comme le veut le règlement, clôture brutalement la finale et offre le titre européen aux Français.

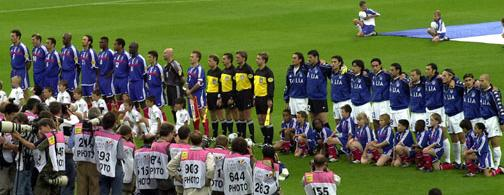
Présentation des équipes lors de la finale

| Titulaires : |  |
| |  |
| Fabien Barthez · Lilian Thuram · Laurent Blanc · Marcel Desailly · Bixente Lizarazu 85e · Patrick Vieira · Didier Deschamps · Youri Djorkaeff 76e · Zinédine Zidane · Christophe Dugarry 58e · Thierry Henry · |  |
| Remplaçants : |  |
| Sylvain Wiltord 58e · David Trezeguet 76e · Robert Pirès 85e · |  |
| Entraîneur : |  |
| Roger Lemerre |  |

| Titulaires : |  |
| |  |
| Francesco Toldo · Fabio Cannavaro · Alessandro Nesta · Mark Iuliano · Gianluca Pessotto · Demetrio Albertini · Luigi Di Biagio 66e · Paolo Maldini · Francesco Totti · Stefano Fiore 53e · Marco Delvecchio 86e · |  |
| Remplaçants : |  |
| Alessandro Del Piero 53e · Massimo Ambrosini 66e · Vincenzo Montella 86e · |  |
| Entraîneur : |  |
| Dino Zoff |  |

| Titulaires : |  |
| |  |
| Fabien Barthez · Lilian Thuram · Laurent Blanc · Marcel Desailly · Bixente Lizarazu 85e · Patrick Vieira · Didier Deschamps · Youri Djorkaeff 76e · Zinédine Zidane · Christophe Dugarry 58e · Thierry Henry · |  |
| Remplaçants : |  |
| Sylvain Wiltord 58e · David Trezeguet 76e · Robert Pirès 85e · |  |
| Entraîneur : |  |
| Roger Lemerre |  |

| Titulaires : |  |
| |  |
| Francesco Toldo · Fabio Cannavaro · Alessandro Nesta · Mark Iuliano · Gianluca Pessotto · Demetrio Albertini · Luigi Di Biagio 66e · Paolo Maldini · Francesco Totti · Stefano Fiore 53e · Marco Delvecchio 86e · |  |
| Remplaçants : |  |
| Alessandro Del Piero 53e · Massimo Ambrosini 66e · Vincenzo Montella 86e · |  |
| Entraîneur : |  |
| Dino Zoff |  |

## Les 22 champions d'Europe
| Gardien de but - 01 Bernard Lama - 16 Fabien Barthez - 22 Ulrich Ramé | Défenseurs - 02 Vincent Candela - 03 Bixente Lizarazu - 05 Laurent Blanc - 08 Marcel Desailly - 15 Lilian Thuram - 18 Frank Lebœuf | Milieux - 04 Patrick Vieira - 06 Youri Djorkaeff - 07 Didier Deschamps - 10 Zinédine Zidane - 11 Robert Pirès - 14 Johan Micoud - 17 Emmanuel Petit - 19 Christian Karembeu | Attaquants - 09 Nicolas Anelka - 12 Thierry Henry - 13 Sylvain Wiltord - 20 David Trezeguet - 21 Christophe Dugarry |

## Récompenses

### Hommes du match

#### 2 fois
- Thierry Henry
- Zinédine Zidane
- Francesco Totti
- Erik Mykland
- Luís Figo

#### 1 fois
| - Mehmet Scholl - Alan Shearer - Émile Mpenza - Pep Guardiola - Raúl - Filippo Inzaghi - Alessandro Nesta - Francesco Toldo - Edgar Davids - Frank de Boer - Patrick Kluivert | - Sérgio Conceição - Fernando Couto - Pavel Nedvěd - Vladimír Šmicer - Dorinel Munteanu - Zlatko Zahovič - Henrik Larsson - Fredrik Ljungberg - Hakan Şükür - Dragan Stojković |

### Meilleur joueur
Zinédine Zidane est élu meilleur joueur du tournoi.

### Joueur clé
L'UEFA a désigné le français David Trezeguet comme joueur clé de la compétition.

### Équipe UEFA du tournoi
| Gardiens                       | Défenseurs                                                                                               | Milieux                                                                                          | Attaquants                                                                    |
| ------------------------------ | --- | ------------------------------------------------------------------------------------------------ | ----------------------------------------------------------------------------- |
| Fabien Barthez Francesco Toldo | Laurent Blanc Lilian Thuram Marcel Desailly Fabio Cannavaro Paolo Maldini Alessandro Nesta Frank de Boer | Demetrio Albertini Patrick Vieira Pep Guardiola Rui Costa Edgar Davids Luís Figo Zinédine Zidane | Thierry Henry Savo Milošević Raúl Patrick Kluivert Nuno Gomes Francesco Totti |

### Meilleurs buteurs

#### 5 buts
- Patrick Kluivert
- Savo Milosević

#### 4 buts
- Nuno Gomes

#### 3 buts
- Thierry Henry
- Sérgio Conceição
- Zlatko Zahovic

#### 2 buts
- Alan Shearer
- Gaizka Mendieta - Alfonso Pérez
- Youri Djorkaeff - David Trezeguet - Sylvain Wiltord - Zinédine Zidane
- Filippo Inzaghi - Francesco Totti
- Frank de Boer - Marc Overmars - Boudewijn Zenden
- Vladimír Šmicer
- Hakan Şükür

## Transmission du Télédiffusion
Canada : The Sports Network
 France : TF1 - France Télévision